# Karel Kazbunda
Karel Kazbunda (25. ledna 1888 Jičín – 7. června 1982 tamtéž) byl český historik, archivář a pedagog, docent Filozofické fakulty Univerzity Karlovy.

## Život
Jičínský rodák Karel Kazbunda absolvoval v roce 1910 pražskou univerzitu (byl žákem Josefa Pekaře, v roce 1911 Operní školu ve Vídni. Takřka tři desetiletí (1921–1948) pracoval jako archivář na různých ministerstvech Československé republiky. Rozsáhlou praxí nabyté zkušenosti předával 1943–1948 svým studentům jako profesor Státní archivní školy. V letech 1921–1923 řídil tzv. spisovou a archivní rozluku s Rakouskem. Současně publikoval knižní i časopisecké práce o domácí české a zahraniční politice v habsburské monarchii 2. poloviny 19. století. Po penzionování a zákazu publikování roku 1948 se vrátil do rodného města, kde v ústraní prožil dalších 38 let svého života. Během nich čelil pokusu o vyvlastnění svého domu ve Fügnerově ulici městem, po neúspěchu této akce byli do jeho domku alespoň nastěhováni cizí nájemníci.

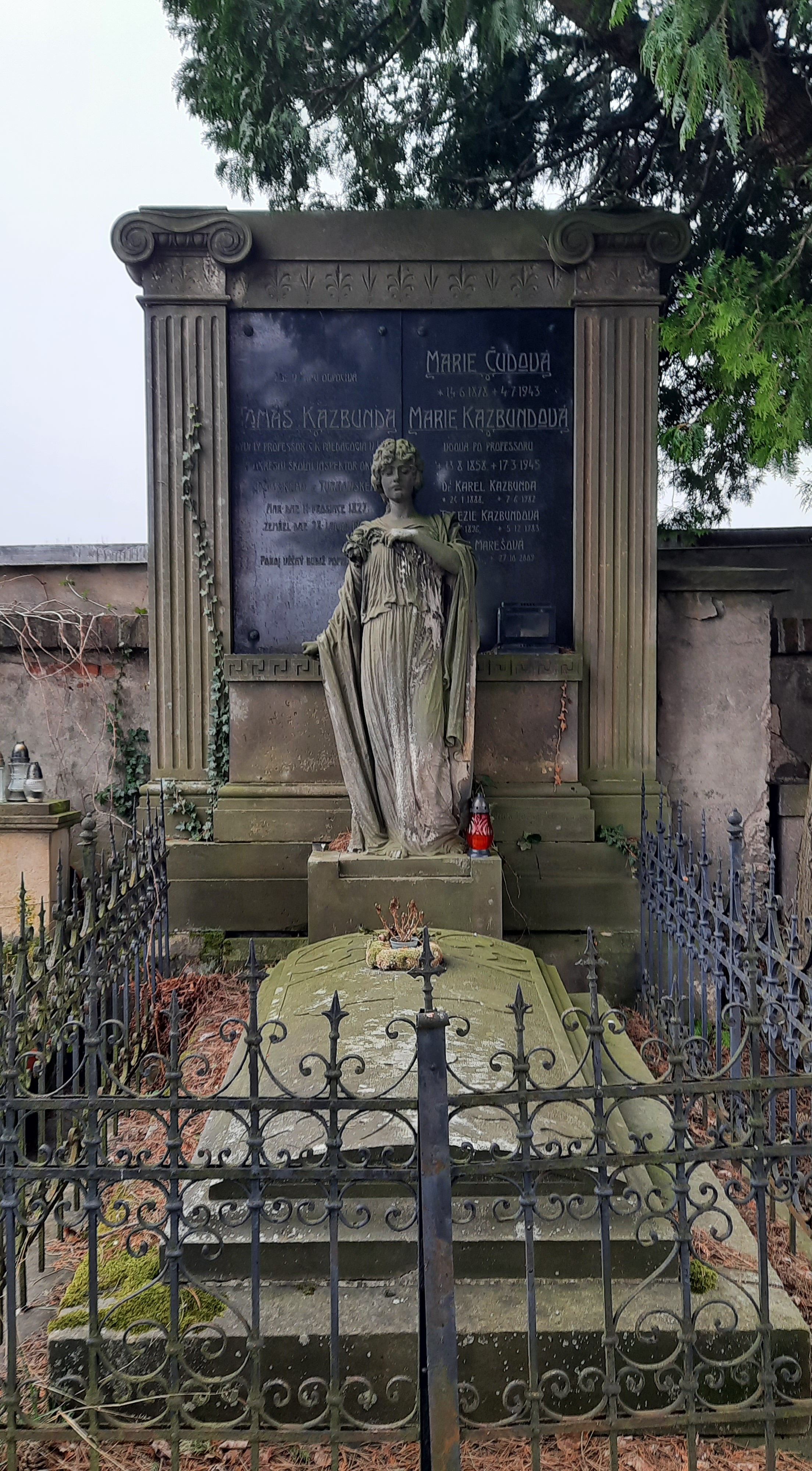
Hrobka rodiny Karla Kazbundy na městském hřbitově v Jičíně

I nadále pracoval a do šuplíku, bez možnosti zveřejnění (s krátkou výjimkou 60. let) ukládal díla, jež se dočkala vydání až po roce 1989 (mj. Sabina – neuzavřený případ policejního konfidenta, Otázka česko-německá v předvečer Velké války). Zemřel roku 1982 v Jičíně a pohřben byl v rodinné hrobce na zdejším městském hřbitově.
V Archivu Národního muzea jsou vedle jiných rukopisů uloženy i Kazbundovy dosud nevydané paměti Moje matka, můj otec. Jeho ženou byla snacha malíře Luďka Marolda.

## Stručná charakteristika díla
Metodou práce patřil Karel Kazbunda do proudu pozitivistické historiografie. Jeho hodnotově neutrální, na faktech založený a spekulaci i ideologii se vyhýbající přístup ke studovanému tématu se po únoru 1948 ocitl mimo hlavní proud oficiální historické marxistické vědy, jakkoli Kazbunda neopomíjel zjištěná fakta prezentovat v ekonomických, sociálních, kulturních i právních souvislostech.
V rozsáhlém čtyřsvazkovém díle zpracoval historii „stolice dějin na pražské univerzitě“ (zčásti vydáno rovněž z pozůstalosti). Knihu o Karlu Sabinovi lze číst i jako autorovo vyrovnání s válečným i poúnorovým konfidentstvím.

## Výběrová bibliografie
- Pout Čechů do Moskvy 1867 a rakouská diplomacie. 1924, Praha : Orbis.
- Archiv c. k. státní rady 1861–1868 a seznam poradních předmětů týkajících se zemí českých a Slovenska. 1926, Praha : Orbis.
- České hnutí roku 1848. 1929, Praha : Historický klub.
- Stolice dějin na pražské universitě. Část I. Od obnovení stolice dějin do rozdělení university (1746–1882). 1964, Praha : SPN.
- Stolice dějin na pražské universitě. Část II. Od obnovení stolice dějin do rozdělení university (1746–1882). 1965, Praha : SPN.
- Stolice dějin na pražské universitě. Část III. Stolice dějin na české universitě od zřízení university do konce rakousko-uherské monarchie (1882–1918). 1968, Praha : Univerzita Karlova.
- Otázka česko-německá v předvečer Velké války: zrušení ústavnosti země České tzv. annenskými patenty z 26. července 1913. (Ed. Zdeněk Kárník.) 1995, Praha : Univerzita Karlova.
- Stolice dějin na české univerzitě v Praze 1914–1918. Část IV. Jaroslav Goll a Josef Pekař ve víru války světové. (Ed. Martin Kučera). Praha : Karolinum. ISBN 80-7184-992-8.
- Sabina – neuzavřený případ policejního konfidenta. 2006, Praha : Karolinum. ISBN 80-246-1168-6.
- Karel KAZBUNDA, Karel Havlíček Borovský, vyd. Jiří Pokorný. Praha: Ministerstvo vnitra České republiky, Odbor archivní správy a spisové služby, 2013. 3 sv. (566; 527; 382 s.). ISBN 978-80-86466-43-9.
- Karel KAZBUNDA, Mé archivní poslání ve Vídni 1919–1923, vyd. Jan Kahuda. Praha: NLN, 2020. 336 stran. (=Ego: paměti, deníky, korespondence; svazek 22). ISBN 978-80-88304-28-9.